# Орден Светог Петра Цетињског
Орден Светог Петра Цетињског је назив за бивши породични орден династије Петровића Његоша. У стручној литератури постоје бројне недоумице о тачном времену настанка и првобитној намјени овог ордена. Сматра се да је као породични орден установљен око 1870. године, одлуком књаза (потоњег краља) Николе I Петровића Његоша (1860-1918). Орден је посвећен Светом Петру Цетињском, који је био владика црногорски и брдски од 1784. до 1830. године. Питање о првобитној намјени овог ордена проистиче и потпуног одсуства било каквог помена или представе владике Петра на самом ордену, који на аверсу садржи натпис у спомен на Николиног стрица и претходника, књаза Данила I Петровића Његоша (1852-1860), док на реверсу садржи натпис у спомен на Црногорско-турски рат (1852-1853). Тим поводом су у стручној литератури изношене разне претпоставке, тако да се кључна питања о првобитној намјени овог ордена још увек сматрају отворенима.

## Опис
Орден је био једностепено одликовање, ношено на грудима.
Средишњи дио ордена чини емајлирани црвени крст малтешког типа, са двослојним бијелим и плавим обрубом. Између кракова крста налазе се златни лавови. У средишњем кружном пољу на аверсу приказана је Богородица, на црвеној подлози. Поље је окружено плавом траком на којој је ћириличним писмом и старим правописом исписан текст „ДАНIИЛЪ ЦРНОГОРСКIЙ“ (све великим словима). У средишњем пољу на реверсу исписане у године „1852–3“, а поље је окружено траком са натписом „ЗА НЕЗАВИСИМОСТЪ ЦРНЕ ГОРЕ“ (све великим словима и старим правописом). На горњем краку крста смештен је још један златан лав, а изнад њега је сребрни двоглави орао који у канџама држи жезло и шар. Орао је крунисан златном круном.
Орден се носио на траци у бојама општенародне српске заставе (црвена-плава-бијела), што је уједно била и основа народне и државне заставе у Црној Гори током раздобља књажевине и краљевине.

## Носиоци
Орден је додељиван само члановима династије, њиховим потомцима као и понеким иностраним владарима као на примјер руском цару Александру II, Николиним зетовима Петру I и Виктору Емануелу III, као и Александру I Карађорђевићу коме је краљ Никола I био деда са мајчине стране.
Након смрти краља Николе 1921. године, одликовање се додељује само као приватни породични орден.